# Sensibilidad (epidemiología)
La sensibilidad en epidemiología es la probabilidad de clasificar correctamente a un individuo enfermo, es decir, la probabilidad de que para un sujeto enfermo se obtenga en una prueba diagnóstica un resultado positivo. La sensibilidad es, por lo tanto, la capacidad de la prueba complementaria para detectar la enfermedad. La sensibilidad es el porcentaje de verdaderos positivos o la probabilidad de que la prueba sea positiva si la enfermedad está presente; los falsos negativos son sujetos enfermos diagnosticados como sanos.
La sensibilidad se puede calcular a partir de la siguiente relación:
{\displaystyle Sensibilidad={\frac {VP}{VP+FN}}}
Donde VP es verdaderos positivos y FN falsos negativos.
Por eso a la sensibilidad también se la conoce como la fracción de verdaderos positivos (FVP).
En muchas de las técnicas realizadas, cuando este valor supera el 80%, se toma como bueno.
Por regla general, se elige una prueba muy sensible cuando prefieres obtener falsos positivos en lugar de falsos negativos, es decir, quieres que el número de enfermos sin detectar sea mínimo. Esto se da en el caso de que la enfermedad sea grave pero curable. También se usan pruebas muy sensibles cuando un resultado positivo falso no supone para el sujeto ningún trauma psicológico ni económico. Por ejemplo, en una epidemia es importante usar una prueba muy sensible, puesto que es necesario aislar a los enfermos y para ello todos deben ser detectados.
Hay que tener en cuenta que la tasa de verdaderos positivos puede estar sobrevalorada, puesto que para calcular la sensibilidad se emplea una población de estudio muy bien definida y claramente dividida entre enfermos y sanos. Sin embargo, en la realidad el espectro de la enfermedad puede ser mayor y la sensibilidad "real" será menor de la esperada.